# Игнатов, Владимир Георгиевич
Владимир Георгиевич Игнатов (22 декабря 1938, Баку — 16 сентября 2018, Ростов-на-Дону) — советский и российский ученый-экономист, доктор экономических наук (1983), профессор, Заслуженный деятель науки Российской Федерации (1999), ректор Северо-Кавказской академии государственной службы (1987—2008).

## Биография
В. Г. Игнатов родился 22 декабря 1938 года в городе Баку. Детство провел в городе Львове.
В 1960 году с отличием закончил историко-филологический факультет Ростовского государственного университета.
В 1965 году окончил аспирантуру кафедры политической экономии Ростовского государственного педагогического института и защитил в том же году под руководством доктора экономических наук, профессора, заслуженного деятеля науки РСФСР Алексея Фроловича Тарасова диссертацию «Рост и совершенствование основных производственных фондов — необходимое условие развития колхозов в период перерастания социализма в коммунизм» на соискание ученой степени кандидата экономических наук. В 1983 году защитил докторскую диссертацию «Социально-экономические проблемы индустриализации социалистического сельского хозяйства».

## Профессиональная деятельность
- 1960—1962 — лаборант, ученый секретарь совета, заведующий аспирантурой Ростовского финансово-экономического института.
- 1962—1965 — аспирант кафедры политической экономии Ростовского государственного педагогического института.
- 1965—1973 — старший преподаватель, доцент кафедры политической экономии Ростовского государственного педагогического института.
- 1973—1986 — заведующий кафедрой политической экономии Ростовского государственного педагогического института.
- 1986—1987 — ректор Ростовского института народного хозяйства.
- 1987—2008 — ректор Ростовской высшей партийной школы, позже преобразованной в Северо-Кавказскую академию государственной службы[2].
- 1995—2013 — заведующий кафедрой государственного и муниципального управления Северо-Кавказской академии государственной службы , Южно-Российского института — филиала РАНХиГС[3].

Избирался членом бюро Ростовского обкома КПСС, делегатом XXVIII съезда КПСС, членом правления Ростовской областной организации Всесоюзного общества «Знание» и т. д.

### Семья
- Жена — Игнатова Светлана Ивановна, кандидат экономических наук, доцент.
- Дочь — Игнатова Татьяна Владимировна, доктор экономических наук профессор, Заслуженный работник высшей школы Российской Федерации, заведующий кафедрой экономической теории и предпринимательства Северо-Кавказской академии государственной службы, Южно-Российского института управления — филиала РАНХиГС.

## Научная деятельность
Автор более 500 научных работ, монографий, учебников и учебных пособий по вопросам теории управления, государственного и муниципального управления, региональной экономики и экономики АПК.
Под научным руководством профессора В. Г. Игнатова более 20 аспирантов подготовили и защитили кандидатские диссертации, а также он выступал научным консультантом при подготовке и защите ряда диссертаций доктора наук. Являлся членом Экспертного совета Высшей аттестационной комиссии России, председателем Диссертационного совета по экономическим наукам.
В 2000—2014 годах профессор В. Г. Игнатов — главный редактор журнала «Государственное и муниципальное управление (Ученые записки СКАГС)», член редколлегии журнала «Северо-Кавказский юридический вестник», член редакционного совета журнала СКНЦ ВШ «Известия высших учебных заведений. Северо-Кавказский регион» (серии «Общественные науки»), член редакционного совета общенационального научно-политического журнала «Власть», шеф-редактор газет «Экономика Дона» и «Экономика Юга России».
В. Г. Игнатов стал инициатором разработки и реализации Программы деятельности СКАГС по снижению этнополитической напряженности на Северном Кавказе (концепция, современное состояние и перспективы её реализации в кадровой политике). Он руководил и принимал участие в разработке и реализации комплексной научно-практической темы «Проблемы оценки и совершенствования функционирования государственной службы, государственных и муниципальных систем».

## Награды и премии[1]
- Орден Почёта
- Орден Дружбы
- Медаль «За доблестный труд. В ознаменование 100-летия со дня рождения В. И. Ленина»
- Медаль «За заслуги перед Чеченской Республикой» (2007)[4]
- Заслуженный деятель науки Российской Федерации (1999)
- Почетный работник высшего образования России
- Отличник народного просвещения РСФСР
- Заслуженный деятель науки Республики Адыгея
- Заслуженный деятель науки Республики Дагестан
- Заслуженный деятель науки Республики Ингушетия
- Заслуженный деятель науки Северная Осетия-Алания
- Заслуженный деятель науки Карачаево-Черкесской Республики
- Заслуженный деятель науки Чеченской Республики
- Почетная грамота Кабардино-Балкарской Республики
- Золотой нагрудный знак «Общественное признание»
- Почетный знак Российской академии естественных наук «За заслуги в развитии науки и экономики»
- Медаль М. В. Ломоносова «За вклад в экологию и безопасность» МАНЭБ[1]

## Основные публикации[5]
- Государственная власть и местное самоуправление в полиэтнических регионах: проблемы, концепции, практика решения / В. Г.Игнатов , В. И. Бутов, А. В. Понеделков и др.; Сев.-Кавк. акад. гос. службы, Сев.-Кавк. отд-ние Акад. социал. технологий и местн. самоупр. — Ростов-н/Д : Изд-во СКАГС, 1999. — 48 с.
- Экологическое право : учебник : для студентов высших учебных заведений, обучающихся по управленческим специальностям / В. Г. Игнатов, А. В. Кокин, В. Н. Кокин. — М.; Ростов-н/Д : МарТ, 2005. — 463 с. ; 22 см. — (Серия «Юридическое образование»).
- Местное самоуправление : Учеб. пособие для вузов / В. Г. Игнатов, В. В. Рудой. — Ростов-н/Д : Феникс, 2001. — 414 с.
- Приоритеты и факторы развития российского федерализма на современном этапе: аспекты публичного управления / В. Г. Игнатов; Российская акад. нар. хоз-ва и гос. службы при Президенте Российской Федерации, Южно-Российский ин-т-фил. — 2-е изд., испр. и доп. — Ростов-н/Д : ЮРИФ, 2012. — 159 с.
- Теория управления : учебное пособие : по специальности «Государственное и муниципальное управление» / В. Г. Игнатов, Л. Н. Албастова. — Изд. 2-е, перераб. и доп. — Мо.; Ростов-н/Д : Феникс МарТ, 2010. — 478 с. — (Учебный курс).
- Игнатов В. Г. Новая жизнь села : (Соц.-экон. пробл. развития сел. хоз-ва на соврем. этапе). — М.: Колос, 1978. — 112 с.
- Зарубежный опыт местного самоуправления и его реформирования / В. Г. Игнатов, В. И. Бутов; Сев.-Кавк. акад. гос. службы. — Ростов-н/Д : СКАГС, 2004. — 144 с. — (В помощь изучающим проблемы государственного и муниципального управления).
- Технологии избирательных кампаний : учеб. пособие для студентов вузов, обучающихся по упр. специальностям / В. Г. Игнатов, Н. П. Кутырев, С. А. Кислицын. — М. ; Ростов-н/Д : МарТ, 2004. — 271 с. — (Учебный курс).
- Основы теории государственного управления : учеб. пособие : для студентов высших учебных заведений / Д. П. Зеркин, В. Г. Игнатов. — Изд. 3-е, доп. и перераб. — М.; Ростов-н/Д : МарТ, 2007. — 541 с. — (Учебный курс).
- Приоритеты государственного регулирования экономики / [Доктора экон.наук, профессора В. Г. Игнатов, В. Н. Некрасов, к.э.н. В. В. Келарев и др.]; Сев.-Кавк. акад. гос. службы. — Ростов-н/Д : Изд-во СКАГС, 1998. — 167 с.
- Научно-техническая революция и село : Соц.-экон. аспекты / О-во «Знание» РСФСР. Рост. обл. организация. — Ростов-н/Д : Б. и., 1972. — 44 с.
- Курсом мартовского Пленума / Лекторская группа Отд. пропаганды и агитации Рост. обкома КПСС. — Ростов-н/Д: Б. и., 1975. — 25 с. — (К единому политдню).
- Государственная и муниципальная служба современной России в условиях административной реформы : в помощь студентам и слушателям : [учеб. пособие по специальности и направлению «Государственное и муниципальное управление»] / В. Г. Игнатов; Рос. акад. гос. службы при Президенте Рос. Федерации, Сев.-Кавк. акад. гос. службы. — Ростов-н/Д : Изд-во СКАГС, 2006. — 195 с.
- Индустриализация социалистического сельского хозяйства. — Ростов-н/Д: Изд-во Рост. ун-та, 1979. — 152 с.
- Местное самоуправление России и Германии: сравнительный анализ / В. Г. Игнатов, В. И. Бутов. — Ростов-н/Д : Изд-во Сев.-Кавк. акад. гос. службы, 2002. — 68 с.
- Регионоведение : Учеб. пособие для студентов вузов / В. Г. Игнатов, В. И. Бутов. — 3-е изд., перераб. и доп. — М. ; Ростов-н/Д : МарТ, 2004. — 526 с. — (Экономика и управление).
- История государственного управления в России : учебник / [В. Г. Игнатов [и др.]; под ред. В. Г. Игнатова. — М. : Проспект Велби, 2005. — 391 с.
- Становление государственного и муниципального управления в современной России (1990-е годы) / В. Г. Игнатов; Сев.-Кавказ. акад. гос. службы. — Ростов-н/Д : Изд-во СКАГС, 1998. — 127 с.
- Экономика и управление природопользованием / Л. А. Батурин, В. Г. Игнатов, А. В. Кокин; Сев.- Кавк. акад. гос. службы. — Ростов н/Д : Б.и., 1996. — 125 с.
- Игнатов В. Г. Продовольственная программа о задачах развития агропромышленного комплекса. — Ростов-н/Д : Б. и., 1982. — 28 с.
- Игнатов В. Г. XXV съезд КПСС о совершенствовании общественно-производственных отношений на селе и аграрная политика партии : (Материал к лекции) / О-во «Знание» РСФСР. Рост. обл. организация. — Ростов-н/Д : Б. и., 1977. — 31 с.
- Игнатов В. Г. Аграрно-промышленный синтез: основные формы, преимущества и перспективы : (Метод. советы) / Дом полит. просвещения Рост. Обкома КПСС СЭО Наука и практика упр. — Ростов-н/Д : Б. и., 1974. — 32 с.
- Игнатов В. Г. Эффективность государственной власти и управления в современной России / [В. Г. Игнатов, д.э.н., проф., д. чл. Акад. полит. наук, А. В. Понеделков, д.полит. наук, проф., д. чл. Акад. полит. наук, Е. В. Охотский, д. социол. н., проф. и др.; Науч. ред. В. Г. Игнатов, д.э.н., проф., д. чл. Акад. полит. наук] Рос. акад. гос. службы при Президенте Рос. Федерации, Сев.-Кавк. акад. гос. службы, Рост. регион. отд-ние Акад. полит. науки. — Ростов-н/Д : Изд-во СКАГС, 1998. — 180 с.
- Экономика и управление природопользованием / Л. А. Батурин, В. Г. Игнатов, А. В. Кокин; Сев.-Кавк. акад. гос. службы. — Ростов-н/Д : СКАГС, 1996. — 125 с.
- Профессиональная культура и профессионализм государственной службы: контекст истории и современность : [Учеб. пособие для студентов вузов по специальности «Гос. и муницип. упр.»] / В. Г. Игнатов, В. К. Белолипецкий. — Ростов-н/Д : МарТ, 2000. — 251 с. ; 20 см.
- История государственного управления России : Учеб. для студентов вузов / [В. Г.Игнатов, А. Г. Данилов, С. А. Кислицын и др.]; Под общ. ред. В. Г. Игнатова. — 2-е изд., доп. — Ростов-н/Д : Феникс, 2002. — 606 с.
- Основы теории государственного управления : Курс лекций : [Учеб. пособие для вузов] / Д. П. Зеркин, В. Г. Игнатов. — М. ; Ростов-н/Д : Тесса МарТ, 2000. — 445 с. — (Экономика и управление).
- Становление местного самоуправления в современной России : в помощь студентам и слушателям / В. Г. Игнатов; Рос. акад. гос. службы при Президенте Рос. Федерации, Северо-Кавказ. акад. гос. службы. — Ростов-н/Д : Издательство СКАГС, 2004. — 179 с.
- Рост и совершенствование основных производственных фондов — необходимое условие развития колхозов в период перерастания социализма в коммунизм : Автореф. дис. … канд. экон. наук / Рост. н/Д гос. ун-т. — Ростов-н/Д, 1965. — 22 с.
- Экологичный менеджмент на предприятии : Как заработать деньги в условиях экологизации экономики / В. Г. Игнатов, А. В. Кокин, П. Т. Сидоров — Ростов-н/Д : Изд-во Сев.-Кавк. науч. центра высш. шк., 1997. — 104 с.
- Основы политической элитологии : Учеб. пособие для студентов вузов / Г. К. Ашин, А. В. Понеделков, В. Г. Игнатов, А. М. Старостин; Акад. полит. науки, Сев.-Кавк. акад. гос. службы. — М. : ПРИОР, 1999. — 302 с.
- Материальное и моральное стимулирование высокопроизводительного труда / Лектор. группа Отд. пропаганды и агитации. Рост. обкома КПСС. — Ростов-н/Д : Б. и., 1974. — 36 с. — (Библиотечка в помощь партийному работнику, лектору, докладчику : Вопросы экон. политики КПСС)
- Основы региональной экономики : Учеб. пособие / В. И. Бутов, В. Г. Игнатов, Н. П. Кетова. — М. ; Ростов-н/Д : Университет МарТ, 2000. — 409 с. — (Экономика и управление).
- История государственного управления в России : учебник / [В. Г. Игнатов, д.э.н., проф., А. Г. Данилов, С. А. Кислицын, доктора ист. наук, профессора и др.]; под ред. засл. деят. науки РФ, д.э.н., проф. В. Г. Игнатова. — М.: Проспект, 2007 (то есть 2006). — 391 с.
- Становление государственного управления и местного самоуправления в современной России / В. Г. Игнатов. — Ростов-н/Д : Изд-во Сев.-Кавк. акад. гос. службы, 2001. — 237 с.
- Профессионализм административно-политических элит = Professionalismus administrativer und politischer Eliten : (Филос.-социол. и акмеол. подходы) : Монография / [В. Г.Игнатов, А. А. Деркач, А. В.Понеделков и др.; Предисл. П. В. Шульце] Сев.-Кавк. акад. гос. службы и др. — Ростов н/Д : Изд-во Сев.-Кавк. акад. гос. службы, 2002. — 424 с.
- Основы государственного управления природопользованием / А. Д. Урсул, В. Г. Игнатов, А. В. Кокин [и др.]. — Ростов-н/Д : МарТ, 2011 [то есть 2010]. — 447 с. — (Учебный курс).
- Регионоведение : (Методология, политика, экономика, право) : Учеб. пособие / В. Г. Игнатов, В. И. Бутов. — Ростов-н/Д : МарТ, 1998. — 319 с.
- Государственная служба современной России: проблемы реформирования и эффективного функционирования / [В. Г.Игнатов, д.э.н., проф. (руководитель коллектива, отв. ред.), А. К. Агапонов, д.полит. н., доц., В. К. Белолипецкий, к.филос.н., доц. и др.]; Сев.-Кавк. акад. гос службы. — Ростов н/Д : Изд-во СКАГС, 2003. — 207 с.
- Устойчивое развитие региона: природно-ресурсный фактор : На материалах Юж. федер. окр / В. Г. Игнатов, В. И. Бутов, А. В. Кокин; Сев.-Кавк. акад. гос. службы. — Ростов-н/Д : Изд-во СКАГС, 2003. — 60 с.
- История государственного управления в России : учеб. для студентов высших учебных заведений / [д.э.н., проф. В. Г. Игнатов, д.ист. н., проф. А. Г. Данилов, д.ист. н., проф. С. А. Кислицын и др.]; под общ. ред. В. Г. Игнатова. — Изд. 6-е, перераб. и доп. — Ростов-н/Д : МарТ, 2010. — 574 с. — (Учебный курс).
- Экологичный менеджмент на предприятии : Как заработать деньги в условиях экологизации экономики / В. Г. Игнатов, А. В. Кокин, П. Т. Сидоров. — Ростов н/Д : Изд-во Сев.-Кавк. науч. центра высш. шк., 1997. — 104 с.
- Экономическое развитие Юга России и проблемы управления им / В. Г. Игнатов, В. И. Бутов; Сев.-Кавк. акад. гос. службы. — Ростов-н/Д : Изд-во СКАГС, 2000. — 47 с.
- Теория управления : учеб. пособие по специальности «Государственное и муниципальное управление» / В. Г. Игнатов, Л. Н. Албастова. — Изд. 2-е, перераб. и доп. — Ростов-н/Д : СКАГС, 2009. — 478 с. — (Учебный курс).
- Национальные проекты и приоритеты социально-экономического развития субъектов Российской Федерации (на примере Юга России) / В. Г. Игнатов; Южно-Рос. ин-т -фил. Рос. акад. нар. хоз-ва и гос. службы при Президенте Рос. Федерации. — Ростов-н/Д : Изд-во СКАГС, 2011. — 331 с.
- Структура государственного управления экологической безопасностью в России / В. Г. Игнатов, А. В. Кокин; Сев.-Кавк. акад. гос. службы. — Ростов-н/Д : Изд-во СКАГС, 2000. — 60 с.
- Профессионализм в системе государственной службы : Пятилетию Сев.-Кавказ. акад. гос. службы посвящается / [В. Г.Игнатов, Л. Н. Албастова, В. К. Белолипецкий и др.; Науч. ред.: д. филос. н., проф., действ. чл. Нью-Йоркской акад. наук] Сев.-Кавказ. акад. гос. службы. — Ростов-н/Д : Изд-во СКНЦ ВШ, 1997. — 256 с.
- Регионоведение : (Экономика и упр.) : Учеб. пособие / В. Г. Игнатов, В. И. Бутов. — 2-е изд., доп. и перераб. — Ростов-н/Д ; М. : МарТ Тесса, 2000. — 412 с.
- Управление федеративными процессами и изменение требований к государственным служащим : (На примере северокавк. региона) / В. Г. Игнатов, Л. Л. Хоперская, А. В. Понеделков, В. Д. Лысенко; Рос. акад. гос. службы при Президенте Рос. Федерации, Сев.-Кавк. акад. гос. службы. — Ростов-н/Д : Б. и., 1996. — 30 с.
- Местное самоуправление в России и его реформирование: история и современность : в помощь изучающим проблемы муниципального управления : [учеб. пособие] / В. Г. Игнатов, В. И. Бутов; Рос. акад. гос. службы при Президенте Рос. Федерации, Сев.-Кавказ. акад. гос. службы. — Ростов-н/Д : Изд-во СКАГС, 2004 (Тип. ООО Вуд). — 258 с.